# Marie-Claude Najm
Marie-Claude Najm (* 6. April 1971) ist eine libanesische Juristin, Hochschullehrerin und Politikerin. Von Januar 2020 bis September 2021 war sie Justizministerin im Kabinett Diab.

## Leben
Marie-Claude Najm hat an der Fakultät für Rechtswissenschaften und Politikwissenschaft der USH studiert; dort erwarb sie den Bachelor of Law und an der Universität Paris Pantheon (ASSAS) den Doktortitel in internationalem Recht.  Najem ist die Nichte von Naji Boustani, der 2004/05 Kulturminister unter Omar Karamé war. In ihrer beruflichen Karriere arbeitete sie als Anwältin und Professorin an der Fakultät für Rechts- und Politikwissenschaften der Université Saint-Joseph in Beirut. Sie ist auch Anwältin an der Beiruter Anwaltskammer. Sie engagierte sich in der Zivilgesellschaft und war Gründungsmitglied der Kampagne „Khalas!“ Von 2007, die eine friedliche Lösung für den damaligen sektiererischen Konflikt suchte. Seit dem 21. Januar ist sie als Vertreterin der Bevölkerungsgruppe der Maroniten, vom Präsidenten und der Freien Patriotischen Bewegung ernannt, Justizministerin im Kabinett von Hassan Diab.
Am 10. August 2020 erklärte sie nach den Protesten in Folge der Explosionskatastrophe im Hafen von Beirut ihren Rücktritt.